# Русская команда (рестлинг)
The Russian Team (в переводе с англ. — «Русская команда») — профессиональная команда рестлеров в 1980-х годах, якобы, состоявшая из советских борцов, целью которых было доказать советское превосходство над своими противниками.

## История
«Русская команда» была сформирована в декабре 1984 года компанией Jim Crockett Promotions (JCP) в рамках National Wrestling Alliance. В её состав вошли чемпионы NWA World Tag Team Дон Кернодл и Иван Колофф, недавно вернувшиеся из WWF, а также «племянник» Ивана Никита Колофф, которого они тренировали. После потери титула Кернодл был уволен и заменён Крушером Крущевым.
Новый состав дважды выигрывал командные титулы NWA World Tag Team (во второй раз без Крущева в составе чемпионской команды). Они враждовали с Дасти Роудсом, Magnum T.A. и Rock 'n' Roll Express. Никита под руководством Ивана бросил вызов Рику Флэру, но потерпел поражение в матче за титул чемпиона мира NWA в супертяжёлом весе в 1985 году. После увольнения бывший член команды Кернодл объединился со своим братом Рокки, чтобы враждовать с Колоффами, и помог Rock 'n' Roll Express отвоевать у них командный титул на Starrcade '85: The Gathering.
У «Русских» также было много тяжелых матчей против The Road Warriors, которые могли сравниться с ними по силе и размеру.
Во время вражды «Русских» с Magnum T.A. Никита выиграл титул чемпиона США в серии из семи лучших. Затем, в октябре 1986 года, Магнум попал в автокатастрофу и его карьера закончилась. Никита покинул «Русскую команду» и присоединился к Родсу, вынудив Ивана и Крашера враждовать с ними.
Крущев покинул JCP в декабре 1986 года (чтобы перейти в WWF под именем Smash of Demolition), и Иван заменил его Владимиром Петровым. Иван и Петров продолжали называть себя «Русской командой», пока несколько месяцев спустя к ним не присоединился Дик Мердок.
В 1988 году Иван Колофф и его менеджер Пол Джонс наняли двух русских ассасинов в масках, чтобы они поссорились с Никитой. Однако в том же 1988 году Убийцы и Джонс отвернулись от Колоффа после того, как тот проиграл матч Russian Chain Рики Мортону на Clash of the Champions III: Fall Brawl. Став бэбифейсом, Иван воссоединился с Никитой, чтобы враждовать с ассасинами.

## Титулы и достижения
Перечислены только чемпионаты, выигранные в составе «Русской команды».
Дон Кернодл
- National Wrestling Alliance

- NWA World Tag Team Championship (один раз в составе «Русской команды»)
- NWA World Six-Man Tag Team Championship (1)

Иван Колофф
- National Wrestling Alliance

- NWA World Tag Team Championship (трижды в составе «Русской команды»)
- NWA World Six-Man Tag Team Championship (1)
- NWA United States Tag Team Championship (1)

Никита Колофф
- National Wrestling Alliance

- NWA United States Championship (1)
- NWA World Tag Team Championship (2)
- NWA World Six-Man Tag Team Championship (1)
- NWA National Heavyweight Championship (1)

Крушер Крущев
- National Wrestling Alliance

- NWA Mid-Atlantic Heavyweight Championship (1)
- NWA World Tag Team Championship (1)
- NWA World Six-Man Tag Team Championship (1)
- NWA United States Tag Team Championship (1)

- Pro Wrestling Illustrated

- Журнал PWI в 2003 году включил Колофофф в список 100 лучших команд за «Годы PWI» на 64-е место.